# Manuel Inocêncio Liberato dos Santos

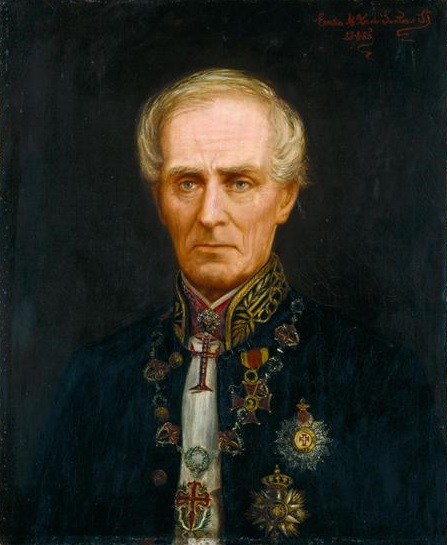
Manuel Inocêncio dos Santos

Manuel Inocêncio Liberato dos Santos Carvalho e Silva (Santa Isabel, Lisboa, 23 de Agosto de 1802 — Mártires, Lisboa, 11 de Novembro de 1887) foi um músico executante e compositor português. Fidalgo da Casa Real e Cavaleiro da Ordem de Cristo. Teve nove filhos de Rita Ciríaca Joaquina Chaves da Fonseca e Silva. Notável compositor, que foi presença frequente no círculo de El-Rei D. Luiz I, fazia espectáculos para a corte. Filho de um músico da Real Câmara e do Teatro de S. Carlos, Manuel Inocêncio dos Santos Carvalho e Silva, e de Januária Balbina Hirsch. Foi organista da Casa Real e mestre de música dos infantes da rainha D. Maria II, cargo que acumulou com o de Mestre da Capela Real. Como reconhecimento, a rainha D. Maria II doou-lhe o piano de cauda Boisselot que Liszt lhe havia oferecido, que mais tarde foi doado ao Museu Nacional da Música, assim como um dos muitos retratos deste notável compositor. Piano que possui características semelhantes a outros construídos na época. Tem sete oitavas e dois pedais, apoiados numa peça em forma de lira. As capas das teclas são em marfim e em ébano, o tampo harmónico é uma casquinha e tem um segundo tampo harmónico em jacarandá com o qual Boisselot pretendia reforçar e enriquecer o som do instrumento. O exterior é folheado a pau‐santo e a decoração enriquecida com filetes embutidos de
latão. As estantes laterais, também decoradas com liras, sugerem a possibilidade de acompanhamento de vozes ou outros instrumentos. Inicialmente, o piano tinha uma placa que identificava o construtor, bem como o número de série 2022.
Manuel Inocêncio tocou diversos instrumentos como harpa, órgão e piano, embora a sua grande preferência fosse o piano.
Em 1823, foi nomeado organista da capela real. Residia na Travessa do Corpo Santo, número 10, terceiro andar, onde faleceu aos 85 anos, sendo sepultado em jazigo de família no Cemitério dos Prazeres.
Encontra-se colaboração da sua autoria na Revista universal lisbonense (1841-1859). 

## Obras
- Te Deum (1858)
- Ave Maria (1887)
- Inês de Castro (ópera) (1839)
- O Cerco de Diu (ópera) (1841)
- II Conde di Leicester